# Christoph Friedrich zu Stolberg-Stolberg
Graf Christoph Friedrich zu Stolberg-Stolberg (* 18. September 1672 in Ortenberg; † 22. August 1738 in Stolberg) war ein deutscher Regent. Er regierte von 1704 bis zu seinem Tod 1738 über die Grafschaft Stolberg im Südharz, die im gleichen Jahr sich dem Kurfürstentum Sachsen unterordnen musste. 1706 und 1719 einigte er sich mit seinem Bruder Jost Christian über die Teilung der Grafschaft in einen stolberg-stolbergischen und einen stolberg-roßlaischen Anteil.

## Leben
Er war Sohn des regierenden Grafen Christoph Ludwig I. zu Stolberg-Stolberg (1634–1704) und Enkel des Grafen Johann Martin zu Stolberg. Verheiratet war er seit 25. September 1701 mit Henriette Katharina von Bibran und Modlau (1680–1748).
Aus dieser Ehe gingen folgende Kinder hervor:
1. Christoph Ludwig II. zu Stolberg-Stolberg (1703–1761) ⚭ Luise Charlotte zu Stolberg–Roßla (1716–1796)
2. Luise Friederike zu Stolberg–Stolberg (1710–1757) ⚭ Graf Hans Heinrich IV. von Hochberg
3. Christian Günther zu Stolberg-Stolberg (1714–1765) ⚭ Christiane Charlotte zu Castell-Remlingen (1722–1773)

Nach langen Diskussionen führte Graf Christoph Friedrich am 13. Mai 1737 für die von ihm begründete Linie die Primogenitur ein mit Hinweis auf die Tatsache, dass weitere Teilungen des Besitzes das Ansehen des Hauses schwächen würde. Die männlichen Geschwister des regierenden Grafen bekamen jährlich als Apanage die Summe von 2300 Reichstalern aus den Einkünften seiner Besitzungen ausgezahlt. Um die volle rechtliche Anerkennung dieser Primogeniturordnung zu erwirken, hätte der Konsens der Lehnsherren eingeholt werden müssen. Graf Christoph Friedrich tat dies jedoch weder bei Kursachsen, noch bei Kurmainz, sondern bat den nach seiner Meinung einflussreichsten seiner Lehnsherren, König Georg II. von Großbritannien als Oberlehnsherr der Stammgrafschaft Hohnstein um seine Zustimmung, die dieser am 27. Oktober bzw. 7. November 1738 erteilte.
Mit seiner Ehefrau war Graf Stolberg-Stolberg kurzzeitig „auf fünf Jahrr“ Mitinhaber vom Schloss Kittlitztreben in Niederschlesien, der Herkunft der Henriette von Stolberg-Stolberg.